# Мамадалево
Мамада́лево (рос. Мамадалево, башк. Мәмәдәл) — присілок у складі Дюртюлинського району Башкортостану, Росія. Входить до складу Суккуловської сільської ради.
Населення — 183 особи (2010; 156 у 2002).
Національний склад:
- башкири — 55 %
- татари — 44 %